# 쾨닉스펠덴 수도원

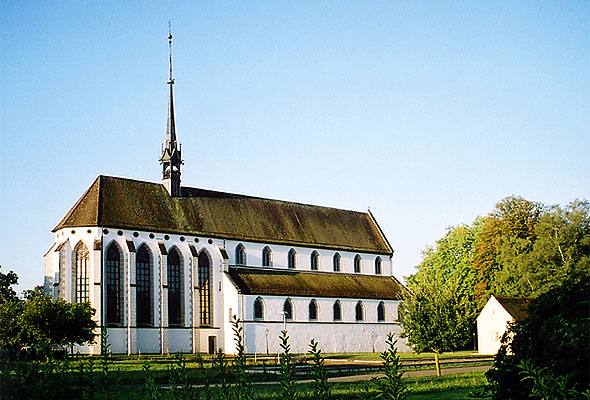
쾨닉스펠덴 수도원 교회

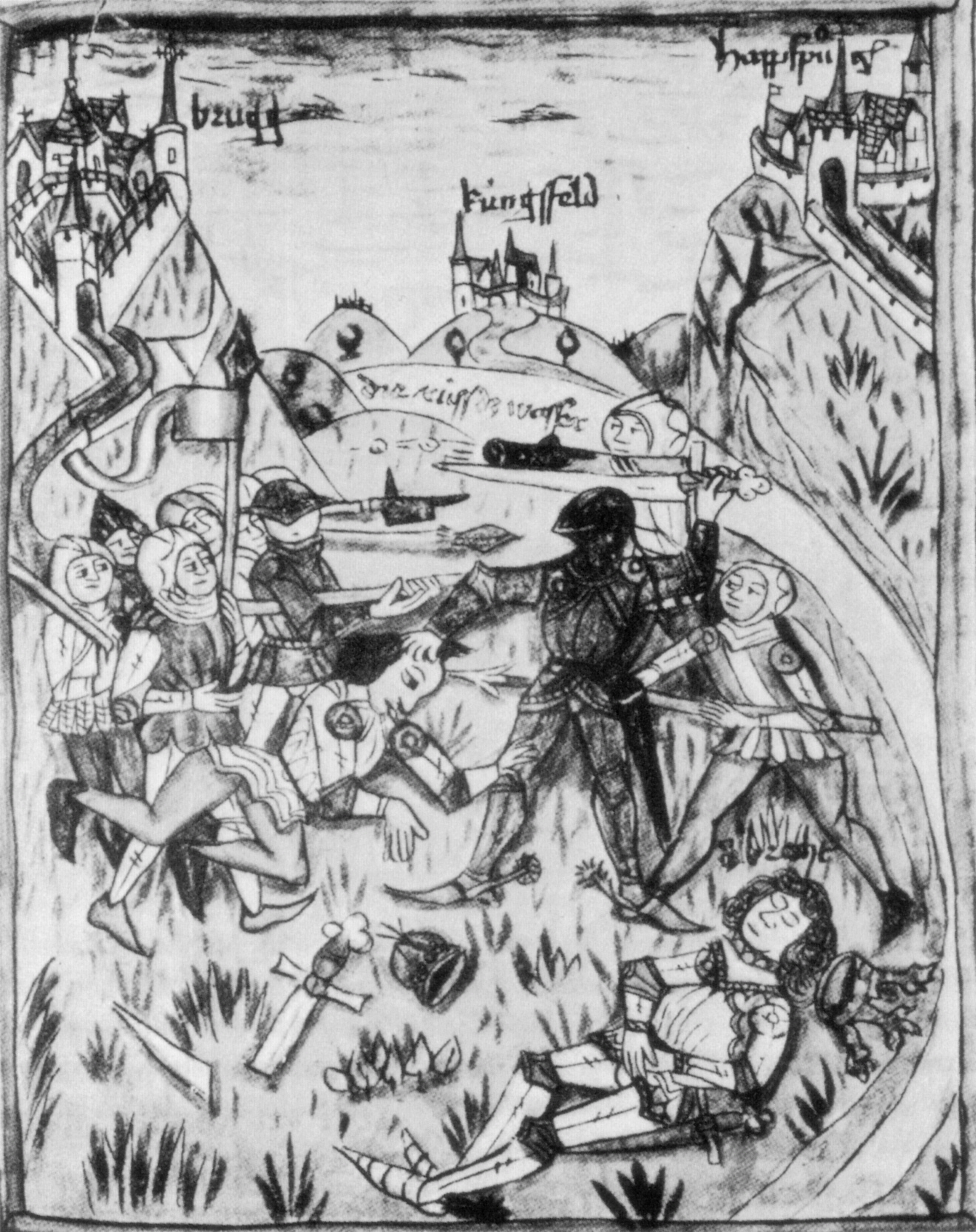
알브레히트의 암살, 15세기 삽화

쾨닉스펠덴 수도원(Königsfelden Monastery)은 스위스 아르가우주에 있는 빈디쉬 시정촌에서 별도의 건물에 거주하는 빈자 클라라 수녀회와 프란치스코회 수사 중 한 명을 수용했던 이전 프란체스코 이중 수도원이다. 이 수도원은 합스부르크에 의해 1308년에 설립되었다. 1528년 스위스의 개신교 종교개혁 과정에서 이 건물은 세속화되었으며, 당시에는 베른 집행관의 거주지였다.
1868년부터 이전 수도원 건물은 정신과 진료소로 사용되었다. 수도원 교회는 2009년 박물관으로 개조되었다. 여기에는 베른 대성당의 창문과 함께 스위스에서 가장 가치 있는 것으로 여겨지는 14세기 스테인드 글라스 창문 세트가 있다.

## 역사
1308년 5월 1일 독일의 알브레히트 1세는 빈디쉬 지역에서 조카 요한 파리키다에게 살해당했다. 이 사건을 기념하기 위해 그의 미망인 카린티아의 엘리자베스는 1310-11년경 브루그에서 약 200m 떨어진 곳에 수도원을 세웠다. 수도원 단지는 수녀들의 관상 생활을 중심으로 하는 반면, 작은 수도사 공동체는 그들의 영적 필요와 주변 공동체의 필요를 모두 충족시키는 경향이 있었다.
알베르트와 엘리자베스의 장녀이자 헝가리 왕 안드레아 3세의 미망인 오스트리아의 아그네스는 1317년에 쾨닉스펠덴으로 이주해 이곳이 번성하도록 도왔지만, 수도원에는 가입하지 않았다.
베른시가 서부 아르가우를 정복하면서, 수도원은 합스부르크 가문과의 연결이 끊어졌다. 이 수도원은 1528년 스위스 종교개혁의 성공 과정에서 폐지되었다. 그 후 이 복합 단지는 쾨닉스펠덴 지역의 베른 집행관 관사로 사용되었으며, 청지기는 이전 수도원 재산의 관리를 맡았다.
1804년에 이전 수도원은 전년도에 설립된 아르가우주의 소유가 되었다. 새로운 주는 정신 병원을 설립했다. 1872년에 새 건물이 지어졌고 1887년부터 정신과 진료소로 사용되었다. 건설 중에 프란체스코 수도원의 많은 부분이 철거되었다.

## 수도원장
- 1310-1313 카린티아의 엘리자베스
- 1313년경 헤드비가 폰 쿤츨라우
- 1318-1324 구타 폰 바헨슈타인
- 1329년 바헨슈타인의 베니냐
- 1330년경 오스트리아의 아그네스
- 1334년경 아델하이트 1세
- 1355년경 엘리자베스 1세 폰 라이닝겐
- 1371년경 안나 1세 폰 골덴베르크
- 1374-1383 호헨베르크의 이르멘가르트
- 1405년경 할빌의 아델하이트 2세
- 1406-1408 바칭엔의 마르가레타 1세
- 1411-1415 그루넨베르크의 마르가레타 2세
- 1416-1456 엘리자베스 2세 폰 라이닝겐
- 1456년경 우르술라 폰 마르링겐
- 1459년경 에르박의 이브
- 1471년경 오산나 예거
- 1472-1492 아폴로니아 폰 호엔베르크
- 1497-1506 슈타인의 안나 2세
- 1511-1513 에메리타 롤리팝스
- 1516-1528 발트부르크의 캐서린

## 매장
- 카린티아의 엘리자베스, 로마의 여왕
- 오스트리아 공작 레오폴드 글로리어스와 그의 아내 사보이의 캐서린
- 헨리 프렌들리와 그의 아내, 비르네부르크의 엘리자베스
- 오스트리아의 아그네스, 헝가리의 여왕
- 오스트리아의 엘리자베스, 로렌 공작부인
- 오스트리아의 유타, 베팅엔 백작부인